# Miloš Pitulić
Miloš Pitulić (ur. 31 sierpnia 1991) – serbski zapaśnik walczący w stylu wolnym. Trzeci na mistrzostwach śródziemnomorskich w 2014 roku.